# Albert McCaffery
Albert John McCaffrey  (Listowel, 11 april 1894 - Toronto, 15 april 1955) was een Canadese ijshockeyspeler McCaffrey mocht met zijn ploeg de Toronto Granites Canada vertegenwoordigen op de Olympische Winterspelen 1924 in het Franse Chamonix. McCaffrey won met zijn ploeggenoten de gouden medaille. McCaffrey kwam in het seizoen 1927-1928 uit voor de Toronto Maple Leafs. later stapte McCaffrey over naar de Pittsburgh Pirates (NHL). Tijdens het seizoen 1929-1930 maakte hij de overstap naar de Montreal Canadiens waarmee hij dat jaar de Stanley Cup won.